# Peter Muhich
Peter Michael Muhich (ur. 13 maja 1961 w Eveleth, zm. 17 lutego 2024) – amerykański duchowny katolicki, biskup Rapid City w latach 2020–2024.

## Życiorys
Święcenia kapłańskie otrzymał 29 września 1989 i został inkardynowany do diecezji Duluth. Pracował przede wszystkim jako duszpasterz parafialny, był także m.in. dziekanem dekanatu Duluth oraz członkiem wielu rad diecezjalnych. 
12 maja 2020 papież Franciszek mianował go ordynariuszem diecezji Rapid City. Sakry udzielił mu 9 lipca 2020 arcybiskup Bernard Hebda.